# Bilulua
Bilulua is een geslacht van vlinders van de familie tandvlinders (Notodontidae), uit de onderfamilie Notodontinae.

## Soorten
- B. atricollis Kiriakoff, 1954
- B. strigata Kiriakoff, 1954